# Portland Trail Blazers 2014-2015
La stagione 2014-15 dei Portland Trail Blazers fu la 45ª nella NBA per la franchigia.
I Portland Trail Blazers vinsero la Northwest Division della Western Conference con un record di 51-31. Nei play-off persero al primo turno con i Memphis Grizzlies (4-1).

## Scelta draft
Portland per la prima volta dal 1999 non ha alcuna scelta al draft NBA.

## Roster
| N° | Naz.                   | Ruolo | Sportivo          | Anno | Alt. | Peso |
| -- | ---------------------- | ----- | ----------------- | ---- | ---- | ---- |
| 0  | Stati Uniti (bandiera) | G     | Damian Lillard    | 1990 | 191  | 88   |
| 1  | Stati Uniti (bandiera) | A     | Dorell Wright     | 1985 | 201  | 91   |
| 2  | Stati Uniti (bandiera) | G     | Wesley Matthews   | 1986 | 196  | 100  |
| 3  | Stati Uniti (bandiera) | G     | C.J. McCollum     | 1991 | 193  | 91   |
| 4  | Stati Uniti (bandiera) | G     | Arron Afflalo     | 1985 | 196  | 98   |
| 5  | Stati Uniti (bandiera) | G     | Will Barton       | 1991 | 198  | 79   |
| 10 | Stati Uniti (bandiera) | G     | Tim Frazier       | 1990 | 185  | 77   |
| 11 | Stati Uniti (bandiera) | C     | Meyers Leonard    | 1992 | 216  | 111  |
| 12 | Stati Uniti (bandiera) | A     | LaMarcus Aldridge | 1985 | 211  | 109  |
| 18 | Spagna (bandiera)      | A     | Víctor Claver     | 1988 | 206  | 102  |
| 19 | Regno Unito (bandiera) | A     | Joel Freeland     | 1985 | 208  | 113  |
| 23 | Stati Uniti (bandiera) | G     | Allen Crabbe      | 1992 | 198  | 95   |
| 25 | Stati Uniti (bandiera) | G     | Steve Blake       | 1980 | 191  | 78   |
| 33 | Stati Uniti (bandiera) | A     | Alonzo Gee        | 1987 | 198  | 100  |
| 35 | Stati Uniti (bandiera) | C     | Chris Kaman       | 1982 | 213  | 120  |
| 41 | Stati Uniti (bandiera) | A     | Thomas Robinson   | 1991 | 206  | 109  |
| 42 | Stati Uniti (bandiera) | C     | Robin Lopez       | 1988 | 213  | 116  |
| 88 | Francia (bandiera)     | A     | Nicolas Batum     | 1988 | 203  | 91   |

## Staff tecnico
- Allenatore: Terry Stotts
- Vice-allenatori: Kim Hughes, Dale Osbourne, Nate Tibbetts, Jay Triano, David Vanterpool
- Vice-allenatore per lo sviluppo dei giocatori: Chris Stackpole
- Preparatore atletico: Geoff Clark
- Preparatori fisici: Todd Forcier, Ben Kenyon